# آب‌انبار محمودآباد (زرندیه)
آب‌انبارمحمودآباد مربوط به اواخر دوره قاجار است و در شهرستان زرندیه، بخش مرکزی، د هستان رودشور، روستای محمودآباد واقع شده و این اثر در تاریخ ۲ مرداد ۱۳۸۷ با شمارهٔ ثبت ۲۳۱۱۴ به‌عنوان یکی از آثار ملی ایران به ثبت رسیده است.